# Hebrus Valles
Le Hebrus Valles sono una struttura geologica della superficie di Marte.